# ناو کلاس داپلکس
کروزر کلاس داپلکس (به انگلیسی: Dupleix-class cruiser) یک کلاس از کشتی است.